# Julita
Julita és una novel·la romàntica idealista de Martí Genís i Aguilar publicada el 1874 com a fulletó de La Renaixença.

## Context
Va ser la primera novel·la de l'autor, que va escriure mentre estudiava farmàcia. El farmacèutic vigatà esdevindria catedràtic de Fisiologia i Història Natural del seminari de la seva ciutat. En vida de l'autor, fou reeditada el 1892, amb la incorporació de la divisió en capítols, a la col·lecció “novel·les Catalanes i Estrangeres”, i, el 1929, amb esmenes no degudes a l'autor i la supressió de part del capítol V, a “Les Ales Esteses”.
En la línia de Paul et Virginie de B. de Saint-Pierre, del René de Chateaubriand i del Werther o Les afinitats electives de Goethe, és una obra totalment idealista, on el sentiment està per sobre de tot i la passió de la protagonista s'expressa a partir de la malaltia.

## Argument
La protagonista és una criatura espiritual, evanescent i delicada, allunyada totalment dels problemes del món. Renuncia a qualsevol anàlisi realista en insistir que el model de la pagesia cristiana era el millor dels possibles. És víctima d'una malaltia de la que no es coneixen les causes. El seu pare es diu Serapi i és un curandero però les persones properes el consideren un metge que atribueix la malaltia de la seva filla a una malaltia nerviosa relacionada amb "el fluid elèctric" i les "relacions misteriorses amb nostres esperits vitals en contacte amb les vies nervioses".
Però el personatge més representatiu és un metge de debò, Carles Suari, estudiós, científic i intel·ligent i d'una profunda religiositat. Julita s'enamora d'aquest doctor, que finalment troba una possible explicació de la malaltia de la noia en "la ciència misteriosa de Mesmer, de la qual mai havia fet cas", basada en la creencça en el "magnetisme animal, en aquell moment ben refutat.